# 各年の香港の一覧
各年の香港の一覧（かくねんのほんこんのいちらん）は、香港の各年ごとの記事の一覧。この一覧では香港の各年ごとの記事の他、各世紀と各年代、香港の各分野における各年ごとの記事についても取り扱う。

## 一覧
- 12世紀の香港（中国語版）
- 15世紀の香港（中国語版）
- 16世紀の香港（中国語版）
- 17世紀の香港（中国語版）
- 18世紀の香港（中国語版）

### 19世紀
- 1840年代
  - 1841年の香港（中国語版） 1842年の香港（中国語版）
- 1870年代
  - 1874年の香港（中国語版）
- 1880年代
  - 1881年の香港（中国語版） 1887年の香港（中国語版） 1889年の香港（中国語版）
- 1890年代
  - 1891年の香港（中国語版） 1892年の香港（中国語版） 1893年の香港（中国語版） 1894年の香港（中国語版）
  - 1895年の香港（中国語版） 1896年の香港（中国語版） 1897年の香港（中国語版） 1898年の香港（中国語版） 1899年の香港（中国語版）
- 1900年代
  - 1900年の香港（中国語版）

### 20世紀
- 1900年代
  - 1901年の香港（中国語版） 1902年の香港（中国語版） 1903年の香港（中国語版） 1904年の香港（中国語版）
  - 1905年の香港（中国語版） 1906年の香港（中国語版） 1907年の香港（中国語版） 1908年の香港（中国語版） 1909年の香港（中国語版）
- 1910年代
  - 1910年の香港（中国語版） 1911年の香港（中国語版） 1912年の香港（中国語版） 1913年の香港（中国語版） 1914年の香港（中国語版）
  - 1915年の香港（中国語版） 1916年の香港（中国語版） 1917年の香港（中国語版） 1918年の香港（中国語版） 1919年の香港（中国語版）
- 1920年代
  - 1920年の香港（中国語版） 1921年の香港（中国語版） 1922年の香港（中国語版） 1923年の香港（中国語版） 1924年の香港（中国語版）
  - 1925年の香港（中国語版） 1926年の香港（中国語版） 1927年の香港（中国語版） 1928年の香港（中国語版） 1929年の香港（中国語版）
- 1930年代
  - 1930年の香港（中国語版） 1931年の香港（中国語版） 1932年の香港（中国語版） 1933年の香港（中国語版） 1934年の香港（中国語版）
  - 1935年の香港（中国語版） 1936年の香港（中国語版） 1937年の香港（中国語版） 1938年の香港（中国語版） 1939年の香港（中国語版）
- 1940年代の香港（中国語版）
  - 1940年の香港（中国語版） 1941年の香港（中国語版） 1942年の香港（中国語版） 1943年の香港（中国語版） 1944年の香港（中国語版）
  - 1945年の香港（中国語版） 1946年の香港（中国語版） 1947年の香港（中国語版） 1948年の香港（中国語版） 1949年の香港（中国語版）
- 1950年代の香港
  - 1950年の香港（中国語版） 1951年の香港（中国語版） 1952年の香港（中国語版） 1953年の香港（中国語版） 1954年の香港（中国語版）
  - 1955年の香港（中国語版） 1956年の香港（中国語版） 1957年の香港（中国語版） 1958年の香港（中国語版） 1959年の香港（中国語版）
- 1960年代の香港
  - 1960年の香港（中国語版） 1961年の香港（中国語版） 1962年の香港（中国語版） 1963年の香港（中国語版） 1964年の香港（中国語版）
  - 1965年の香港（中国語版） 1966年の香港（中国語版） 1967年の香港（中国語版） 1968年の香港（中国語版） 1969年の香港（中国語版）
- 1970年代の香港（中国語版）
  - 1970年の香港（中国語版） 1971年の香港（中国語版） 1972年の香港（中国語版） 1973年の香港（中国語版） 1974年の香港（中国語版）
  - 1975年の香港（中国語版） 1976年の香港（中国語版） 1977年の香港（中国語版） 1978年の香港（中国語版） 1979年の香港（中国語版）
- 1980年代の香港（中国語版）
  - 1980年の香港（中国語版） 1981年の香港（中国語版） 1982年の香港（中国語版） 1983年の香港（中国語版） 1984年の香港（中国語版）
  - 1985年の香港（中国語版） 1986年の香港（中国語版） 1987年の香港（中国語版） 1988年の香港（中国語版） 1989年の香港（中国語版）
- 1990年代の香港（中国語版）
  - 1990年の香港（中国語版） 1991年の香港（中国語版） 1992年の香港（中国語版） 1993年の香港 1994年の香港（中国語版）
  - 1995年の香港（中国語版） 1996年の香港（中国語版） 1997年の香港（中国語版） 1998年の香港（中国語版） 1999年の香港（中国語版）
- 2000年代の香港（中国語版）
  - 2000年の香港（中国語版）

### 21世紀
- 2000年代
  - 2001年の香港（中国語版） 2002年の香港（中国語版） 2003年の香港（中国語版） 2004年の香港（中国語版）
  - 2005年の香港（中国語版） 2006年の香港（中国語版） 2007年の香港（中国語版） 2008年の香港（中国語版） 2009年の香港（中国語版）
- 2010年代の香港（中国語版）
  - 2010年の香港（中国語版） 2011年の香港（中国語版） 2012年の香港（中国語版） 2013年の香港（中国語版） 2014年の香港（中国語版）
  - 2015年の香港（中国語版） 2016年の香港（中国語版） 2017年の香港（中国語版） 2018年の香港（中国語版） 2019年の香港（中国語版）
- 2020年代の香港（中国語版）
  - 2020年の香港（中国語版）